# Carl Ona Embo
Carl Ona Embo (Lilla, 6 agosto 1989) è un cestista francese con cittadinanza della Repubblica Democratica del Congo.
È il fratello di Ray Ona Embo, a sua volta cestista.